# Bartłomiej Bołądź
Pour les articles homonymes, voir Bołądź.
Bartłomiej Bołądź est un joueur polonais de volley-ball né le 28 septembre 1994 à Krzyż Wielkopolski. Il a remporté avec l'équipe de Pologne la médaille d'argent du tournoi masculin aux Jeux olympiques d'été de 2024, organisés à Paris.